# آوییایا لوند یاروند
آوییایا لوند یاروند (دانمارکی: Avijaja Lund Järund؛ زادهٔ ۶ دسامبر ۱۹۶۶ در قاقورتوق) بازیکن و مربی زن  ورزش کرلینگ اهل دانمارک است که در مجموع در مسابقات کشوری و بین‌المللی برنده ۴ مدال طلا، ۱ مدال نقره و ۳ مدال برنز شد. وی در بازی‌های المپیک زمستانی ۲۰۰۲ شرکت نمود.